# ESKV Attila
ESKV Attila is een studentenkorfbalvereniging te Eindhoven die is opgericht op 4 oktober 1990 en heeft zich ten doel gesteld het studentenkorfbal in Eindhoven te bevorderen. Leden zijn vaak studenten van de Technische Universiteit Eindhoven (TU/e) en de Fontys Hogescholen.

## Geschiedenis
De gemengde sport korfbal is in 1902 bedacht door de Amsterdamse onderwijzer Nico Broekhuysen. Hoewel burgerverenigingen al lang bestaan, worden de eerste studentenverenigingen pas in de jaren tachtig en negentig opgericht. Al vanaf 1983 wordt er jaarlijks een internationaal studentenkorfbaltoernooi in Eindhoven georganiseerd. Pas in 1990 wordt de Eindhovense Studenten Korfbal Vereniging Attila opgericht. Sinds 2005 heeft Attila haar naam verbonden aan de hoofdsponsor Euflex Employment Services en gaat verder als E.S.K.V. Attila/Euflex. In 2014 is de naam weer veranderd naar E.S.K.V. Attila omdat het contract met de hoofdsponsor is beëindigd.

## Organisatie
Attila is aangesloten bij het Koninklijk Nederlands Korfbal Verbond (KNKV), waar de Studentenkorfbalcommissie (SKC) de belangen voor de studentenkorfbalverenigingen behartigt. Attila is tevens aangesloten als studentensportvereniging bij de Eindhovense Studenten Sport Federatie (ESSF).
Binnen Attila wordt de dagelijkse taken uitgevoerd door het bestuur. Daarnaast worden elk jaar in ieder geval de Toernooicommissie, de Activiteitencommissie en de (U)itlaatredactie geïnstalleerd.

## Korfbal
Er wordt twee keer per week getraind op het studentensportcentrum (SSC). Tijdens het veldseizoen op het kunstgrasveld en tijdens het zaalseizoen in de sporthallen van het SSC. Attila heeft twee zaterdagteams en één midweekteam. Het 1ste komt op het veld uit in de vierde klasse en in de zaal in de derde klasse. Het 2de team komt op het veld en in de zaal uit in de breedtekorfbal. Het midweekteam speelt alleen wedstrijden tijdens het veldseizoen op dinsdag- of woensdagavond.
Naast wedstrijden worden ook studentenkorfbaltoernooien gehouden. Deze worden door het jaar bij de verschillende studentenkorfbalverenigingen gehouden. Het International Attila Tournament geldt als het grootste studentenkorfbaltoernooi van de wereld en wordt doorgaans bezocht door meer dan 600 studenten. Nederlandse en Engelse studententeams zijn vaak goed vertegenwoordigd, maar er zijn ook studententeams uit Polen, Duitsland, Hongarije en Tsjechië.

## Trivia
- Actieve leden worden Attilianen genoemd en oud-leden Old Huns.
- De naam Attila komt van Attila de Hun, de machtige koning der Hunnen die in Midden- en Oost- Europa veel angst inboezemde in de periode 441-452.